# Вулиця Гарібальді (Київ)
Вулиця Гаріба́льді — зникла вулиця, що існувала в Ленінградському районі (ніні — територія Святошинського району) міста Києва, село Микільська Борщагівка. Проходила від вулиці Івана Болотникова.

## Історія
Виникла в 1-й половині XX століття під назвою вулиця Свободи. Назву вулиця Гарібальді отримала 1974 року, на честь діяча італійського визвольного руху Джузеппе Гарібальді. 
Ліквідована у 1980-х роках під час знесення старої забудови села Микільська Борщагівка та будівництва житлового масиву Південна Борщагівка.